# غاري أوين (سياسي)
غاري أوين (بالإنجليزية: Gary Owen)‏ هو سياسي أمريكي، ولد في 9 سبتمبر 1944 في مقاطعة لورنس في الولايات المتحدة. حزبياً، نشط في الحزب الديمقراطي. وقد انتخب عضو مجلس نواب ميشيغان ‏.